# Endotrypanum
Endotrypanum – rodzaj pasożytniczych pierwotniaków należący do rodziny świdrowców (Trypanosomatidae). Są pasożytami krwi bytującymi wewnątrz krwinek czerwonych. Pasożytują na szczerbakach. Są przenoszone przez moskity z rodzaju Lutzomyia.
Występują w Ameryce Południowej i w Ameryce Środkowej.
Należą tutaj następujące gatunki:
- Endotrypanium monterogei
- Endotrypanium schaudinni